# Accusations de plagiats contre Madonna
Madonna à fréquemment été victime d'accusations de plagiats au cours de sa carrière. Certaines provenant de médias, d'autres d'artistes s'estimant volés.

## Les décennies 1980 et 1990
Musique et vidéo clip

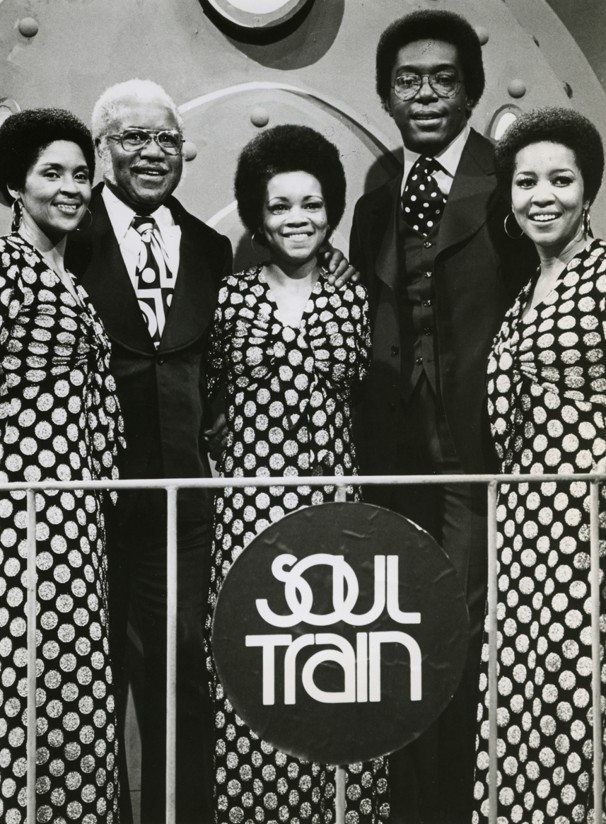
Le groupe The Staple Singers.

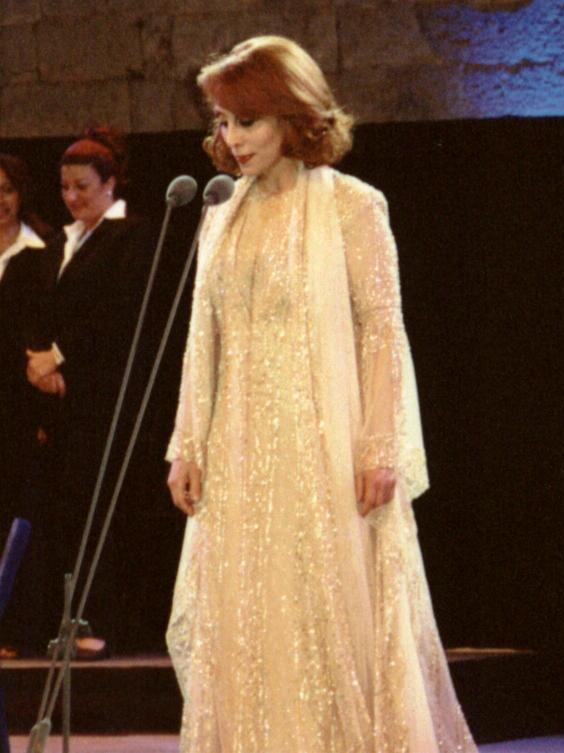
La chanteuse libanaise Fairuz.

Madonna s'est fait poursuivre en justice avec succès par les auteurs-compositeurs Donna Weiss (en) et Bruce Roberts (en) pour plagiat de la chanson Sugar Don't Bite (1984) qu'ils ont créée pour Sam Harris avec son titre Papa Don't Preach sortie en 1986 sur l'album de la chanteuse intitulé True Blue.
La chanson Express Yourself (1989) se voit qualifiée par le magazine Rolling Stone de « contrefaçon » de la chanson Respect Yourself (1972) du groupe The Staple Singers,.
En 1990, la chanson Vogue sort. Le morceau entraînera un procès de la maison de disques VMG Salsoul pour utilisation sans accord du titre Ooh, I Love It (1977) de Salsoul Orchestra,.
En 1993, Madonna se voit intenter un procès par la chanteuse libanaise Fairuz pour avoir samplé sans autorisation son titre Al Yawm Ulliqa Alal Khashhaba (Today, He Is Held to a Cross) dans ses chansons Erotica et The Beast within en 1990 et 1992.

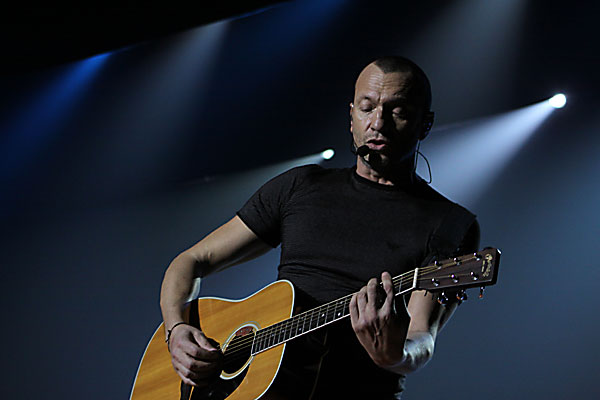
L’interprète italien Biagio Antonacci.

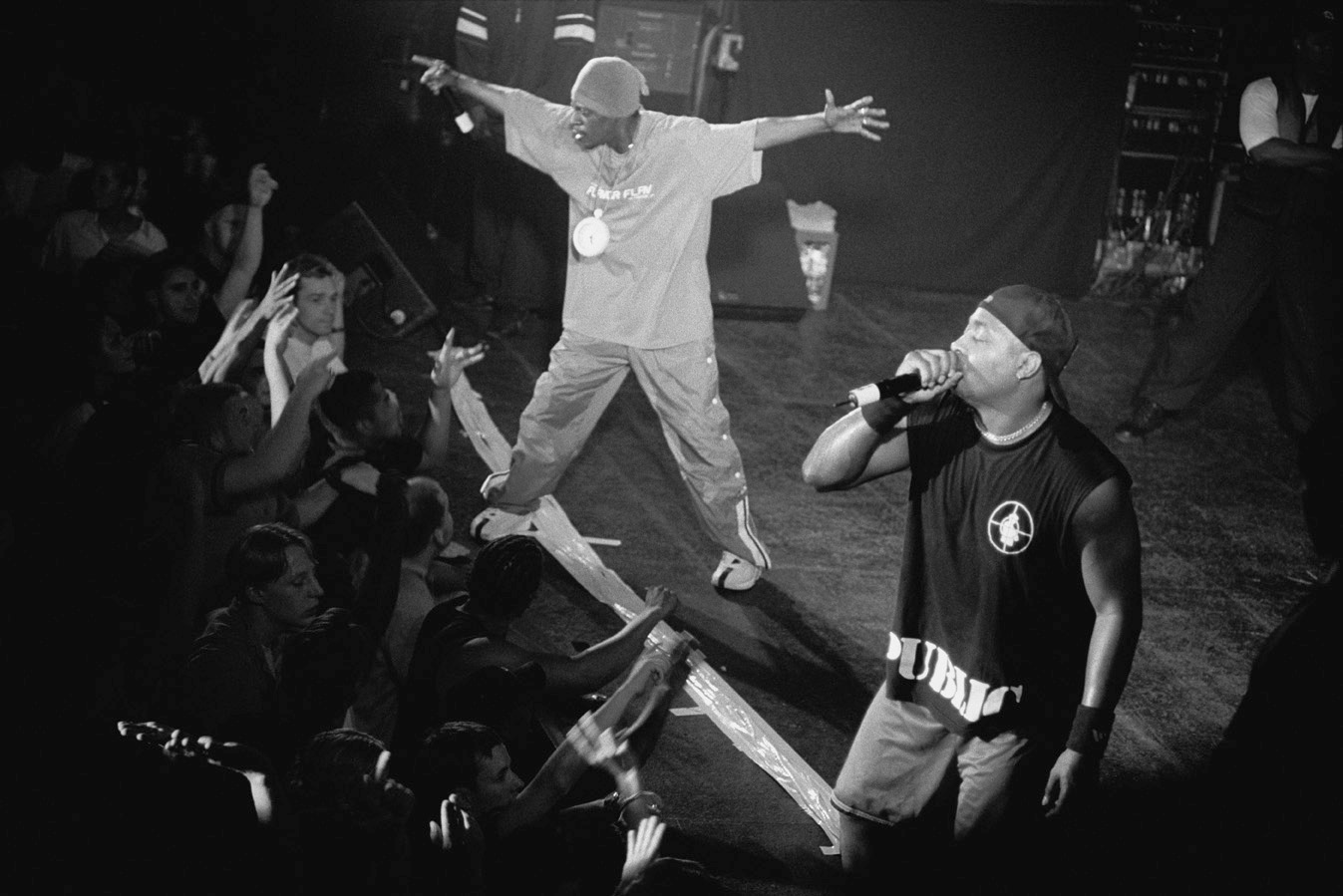
Le groupe de rap à succès Public Enemy.

En 1990, la sortie du titre Justify My Love déclenche un procès de la poétesse Ingrid Chavez qui déclare que les paroles de la chanson sont tirées de son œuvre, elle sera finalement créditée en tant que co-auteur. Des comparaisons avec le titre du groupe Public Enemy Security of the First World (1988) font que Le groupe et leur label Def Jam pensent alors à porter plainte, estimant que leur travail a été samplé sans qu'on les ait crédités pour cela,.
En août de la même année, elle est accusée par le label de musique Easy Street Records d'utiliser des éléments musicaux de la chanson You Don't Know (1985) du groupe Serious Intention pour ses titres Deeper and Deeper et Fever sortis respectivement en 1992 et 1993".
En 1998, le clip de Ray of Light est comparé par plusieurs médias à celui de Non è mai stato subito du chanteur italien Biagio Antonacci. Le réalisateur Stefano Salvati commentera l'affaire en parlant ouvertement de plagiat,.

## De 2000 à aujourd'hui
Musique, vidéo clip, couverture d'album, design de mode et logo
En 2001, le groupe britannique BBMak s'est répandu dans les médias en évoquant la possibilité que Madonna et son époux de l'époque, Guy Ritchie, aient copié leur vidéo Still on Your Side pour faire le clip What It Feels Like for a Girl de la chanteuse,.
En 2002, le réalisateur Vincent D'Onofrio intente un procès à Madonna et Guy Ritchie : il les accuse d'avoir brisé un contrat en lui ayant volé l'idée de faire une reprise du film Swept Away qu'il leur avait présenté auparavant sans lui donner de compensation financière ou le créditer,,.
En 2003, la chanteuse est cette fois poursuivie en justice par le fils du défunt photographe Guy Bourdin pour avoir plagié onze œuvres de son père dans son clip Hollywood.
En novembre 2005, la justice belge interdit la vente et la diffusion en Belgique du titre Frozen de Madonna, estimant qu'il s'agissait d'un plagiat du titre de Salvatore Acquaviva Ma vie fout l'camp, celui-ci gagnant donc son procès en première instance, mais le perd en appel, en 2014.

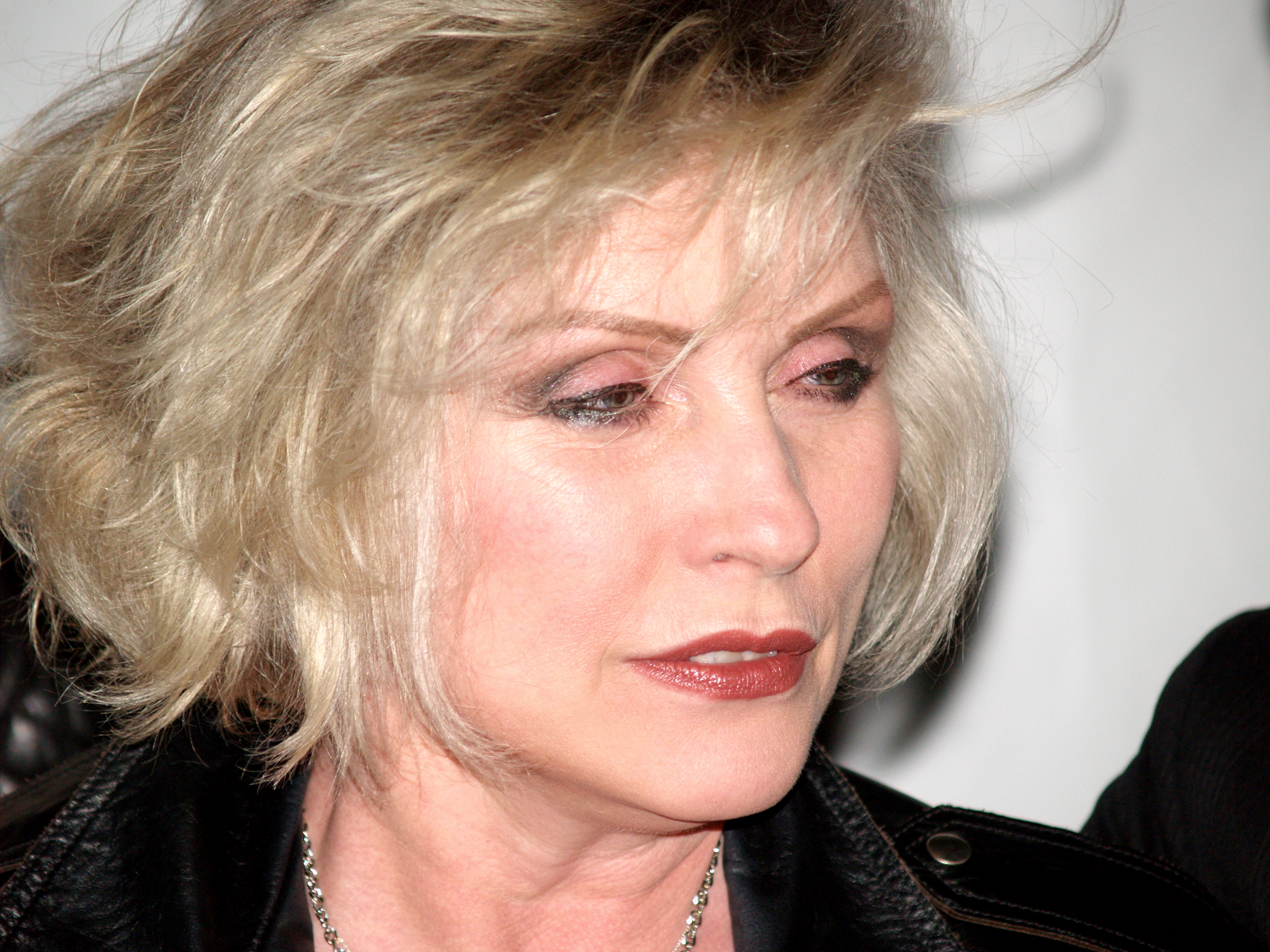
Debbie Harry à souvent été présentée comme une inspiration par Madonna.

En 2007, la chanteuse du groupe Blondie, Debbie Harry, parle publiquement d'une similitude occasionnelle entre ses tenues et celles de Madonna en déclarant « Je me suis heurtée contre le truc Madonna. Peut-être que c'est ma paranoïa mais elle a eu beaucoup de mes looks. Si vous regardez bien, parfois il y a des photos d'elle et de moi qui se superposent complètement ».

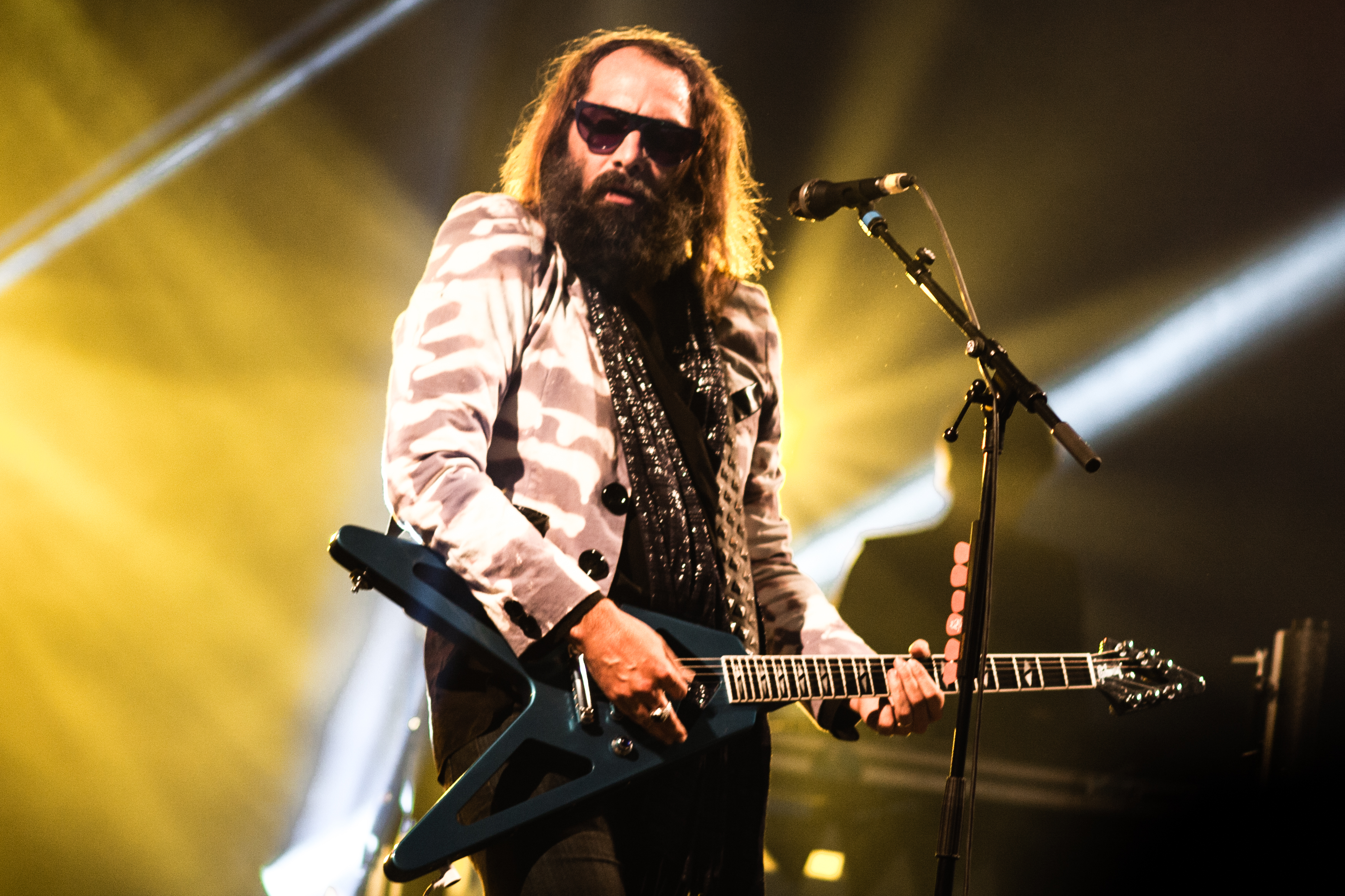
Sébastien Tellier.

En juillet 2011, le label Salsoul Record porte plainte pour plagiat considérant que le morceau de Madonna Vogue copiait Love Break de Salsoul Orchestra. Le groupe VMG Salsoul LLC, propriétaire du label, parle dans sa plainte de « sample non autorisé qui était délibérément caché ». Le groupe déclare également que le producteur musical Richard « Shep » Pettibone, qui a co-composé Vogue de Madonna, avait été embauché auparavant par VMG pour réaliser des remix de Love Break de Salsoul Orchestra,.
En 2012, la chanson de Madonna Gimme All Your Luvin' se retrouve au cœur d'une polémique sur sa similarité avec le morceau L.O.V.E Banana de João Brasil. La maison de disque de João envisage un temps de porter plainte,.
En mars 2015, le chanteur Sébastien Tellier déclenche une polémique lorsqu'il poste sur Facebook un comparatif de la pochette de son disque Confection et de celle de l'album de Madonna Rebel Heart.

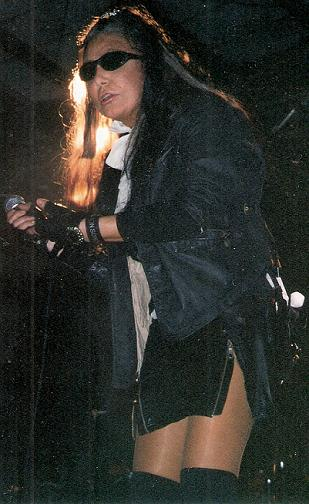
La chanteuse italienne Loredana Bertè.

En mai de la même année, l'artiste Jonas Jödicke reproche à Madonna de ne pas l'avoir crédité ou consulté avant d'utiliser ses créations. Le photographe français Frédéric Fontenoy parle en août de « viol artistique » de son travail lorsque la chanteuse utilisera ses photos sans accord ou crédit donné, envisageant de porter plainte si aucun accord n'est trouvé. En décembre, c'est au tour de l'artiste Danny Quirk de protester publiquement contre l'usage de son travail par Madonna sur sa tournée « Rebel Heart Tour » sans lui avoir demandé sa permission et sans l'avoir crédité,.
En 2016, la chanteuse M.I.A. déclare au magazine Q que plusieurs chanteuses dont Madonna volent son travail : « Ça ne me dérange pas que Madonna, Beyoncé ou encore Rihanna s’inspirent de mon travail mais j’aimerais qu’elles viennent dire ‘Ouais, cette immigrée qui vient de nulle part nous a influencées, donc peut-être qu’ils ne sont pas tous terribles. Elles ne pensent même pas comme ça. Elles se disent ‘Ouais, peut-être que si on lui vole le truc, elle sera d’accord avec. Elle devrait être reconnaissante qu’on lui ait piqué. ».
En 2018, la chanteuse italienne Loredana Bertè accuse publiquement Madonna d'avoir copié son travail,.
En 2019, la chanteuse Lio déclare qu'une photo d'elle prise par Pierre et Gilles a servi à créer un montage figurant sur un produit dérivé de Madonna. Le T-shirt en question est immédiatement retiré du site internet de la star ainsi que du merchandising de sa tournée.